# Hallwilersee
Hallwilersee – leży w północnej Szwajcarii w okolicach Zurychu.